# جان ميشال بايل
جان ميشال بايل (بالفرنسية: Jean-Michel Bayle)‏ هو متسابق دراجات نارية فرنسي سابق. نافس في سباقات بطولة العالم لفئة 500 سي سي ولفئة 250 سي سي ولفئة 50 سي سي.

## روابط خارجية
- جان ميشال بايل على موقع eWRC-results.com (الإنجليزية)
- جان ميشال بايل على موقع MotoGP.com (الإنجليزية)